# Podor
Podor (wolof: Podoor) – miasto w północnym Senegalu nad rzeką Senegal w regionie Saint Louis, ok. 12 tys. mieszkańców. Miasto usytuowane jest na zachodnim krańcu wyspy rzecznej Morfil. Francuzi osiedlili się w Podorze w 1743 roku.
W czasach kolonialnych Podor był fortem, broniącym posiadłości francuskich w Senegalu przed wojowniczymi plemionami regionu, stawiającymi opór władzy Europejczyków. Z czasem wokół fortu wyrosło niewielkie miasteczko.
We współczesnym Podorze zachowały się z czasów kolonialnych ruiny dawnego fortu francuskiego, kilka budynków wojskowych oraz wciąż wykorzystywany budynek szkoły średniej.